# Toante (figlio di Dioniso)
Toante (in greco antico: Θόας?, Thóas) è un personaggio della mitologia greca. Fu re di Lemno.

## Genealogia
Figlio di Dioniso e di Arianna, alcuni lo considerano figlio di Teseo, insieme a suo fratello Enopione ed aggiungono che sposò Mirina che gli diede la figlia Ipsipile e da una ninfa ebbe invece Sicino.

## Mitologia
Radamanto, lo zio di Arianna, lasciò in eredità a Toante l'isola di Lemno, sulla quale regnò fino a quando le donne dell'isola uccisero tutti gli uomini, ma sua figlia Ipsipile, incapace di uccidere il proprio padre per vendicare le offese contro le donne di Lemno, lo legò segretamente in una barca senza remi e lo mandò alla deriva nel Mar Egeo fino a giungere sull'isola di Oinoie, dove conobbe la ninfa dell'isola dall'omonimo nome che gli diede un figlio che chiamarono Sicino e che diede il nuovo nome all'isola.
Probabilmente arrivò in Tauride sull'isola di Crimea dove divenne un re e dove Ifigenia (la figlia di Agamennone) fece costruire un tempio dedicato ad Artemide.
Secondo altre fonti invece, Toante fu ucciso da Crise (figlio di Criseide) e con l'aiuto di Oreste.